# Manolo Cabral

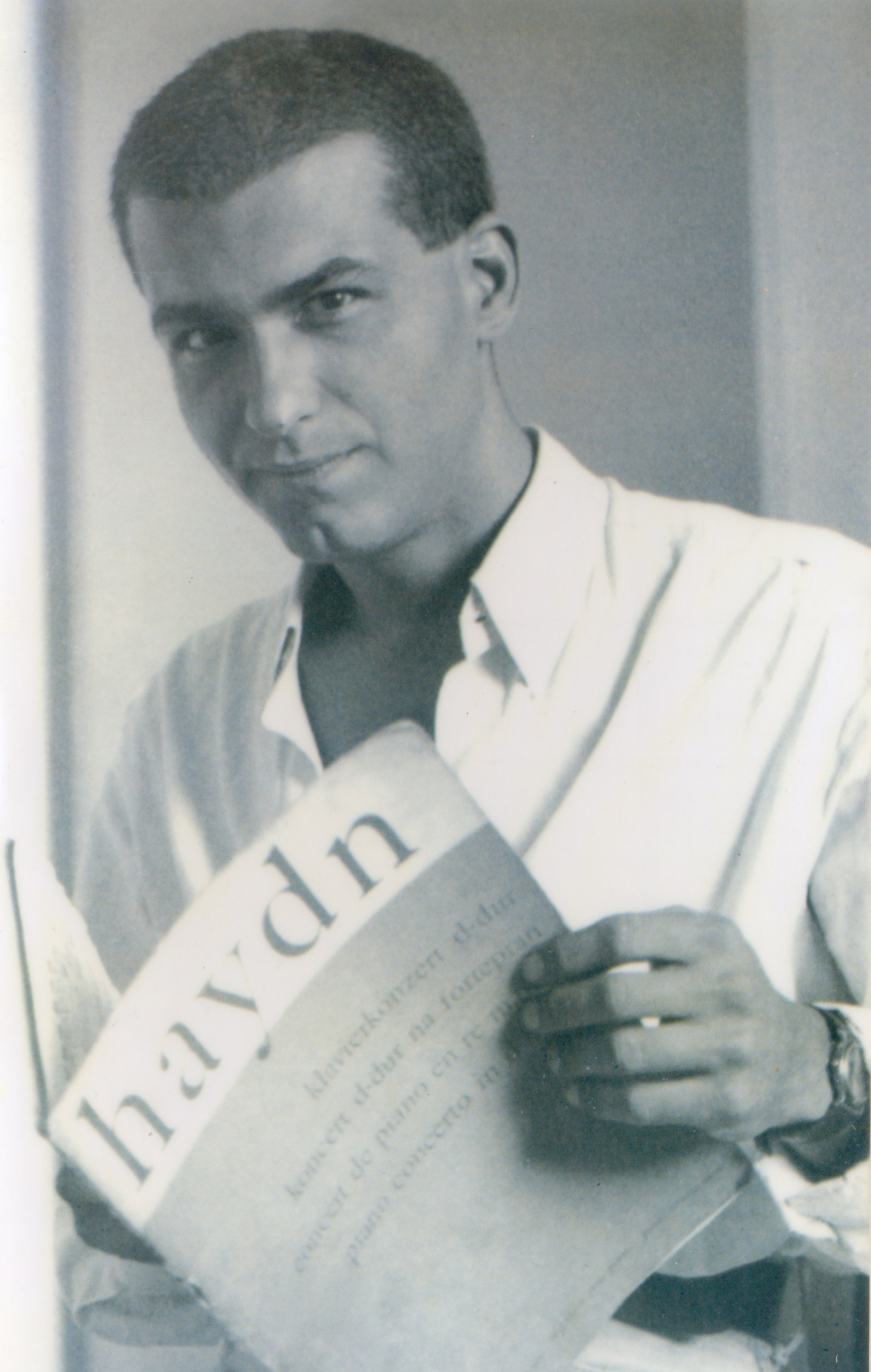
Manolo Cabral, pianista brasileiro

Manolo Cabral (Vitória, 4 de janeiro de 1965 – Vitória, 17 de janeiro de 2006) é um pianista clássico brasileiro que marca a história da música no estado no Espírito Santo, Brasil, ao se apresentar como o solista mais jovem a tocar com a orquestra filarmônica estadual, aos sete anos de idade. 

## Biografia
Manolo Ferrari Cabral Perpétuo nasce na cidade de Vitória, no estado do Espírito Santo (ES), Brasil, no dia 4 de janeiro de 1965. Filho de Marílio Cabral Perpétuo (advogado, jornalista e procurador da Assembleia Legislativa do ES) e de Sônia Maria Ferrari Cabral Perpétuo (pianista, fundadora da Orquestra Filarmônica do Espírito Santo, atual Orquestra Sinfônica, ex-diretora da Faculdade de Música do Espírito Santo que dá nome ao Palácio da Cultura Sônia Cabral), Manolo Cabral é irmão de Manoela Ferrari Cabral Colombo (jornalista, escritora e membro correspondente da Academia Feminina Espírito-santense de Letras e do Instituto Histórico e Geográfico do ES).   
Aos dois anos de idade, antes mesmo de se alfabetizar, Manolo surpreende a família, tocando, de ouvido, trechos de músicas que a mãe ensaiava no piano de casa. Aos sete anos, é aceito como o mais novo aluno de piano do exigente professor Arnaldo Estrela, no Rio de Janeiro, para onde se desloca, mensalmente, levado pela mãe. Em 1972, é o solista convidado, numa apresentação inédita em Vitória, ES, para tocar o Concerto nº 2 de Haydn para Piano e Orquestra, no Teatro Carlos Gomes, comovendo a cidade. Aos sete anos de idade, é o pianista mais novo a se apresentar com uma Orquestra Filarmônica no ES.   
O pequeno prodígio capixaba cresce em uma família musical. Filho de pianista, nasce no meio da música, embalado pela harmonia que dá o tom nas relações da casa onde seus pais recebem, ao longo dos anos, nomes como Sergei Dorensky, Sérgio Varella Cid, John York, Astor Piazzola, Sarah Vaughn, Arnaldo Cohen, Miguel Proença, Nelson Freire, Arthur Moreira Lima, Jerzy Milewski, Aleida Schweitzer, Mirian e Peter Dauelsberg, Cussy de Almeida, Turíbio Santos e César Guerra Peixe, entre tantos outros.
O menino Manolo inicia seus estudos no Colégio Brasileiro de Educação e Ensino; cursa o Ensino Fundamental no Colégio Santa Bárbara e no Colégio Sagrado Coração de Maria, onde completa o Ensino Médio; forma-se em Inglês pelo IBEUV; estuda teoria musical no Centro Cultural Villa-Lobos e na Escola de Música do ES; aprende violino com a professora Vera Camargo, da Escola de Música do ES; é aluno de violão do célebre músico capixaba Maurício de Oliveira; e frequenta aulas de piano com Lia Leal Barbosa e Alfredo Cerquinho.
Nos anos seguintes, ainda menino, se apresenta no Rio, São Paulo, Salvador e Vitória, tanto sozinho quanto acompanhado por orquestras. Em 1978, aos treze anos, ganha o prêmio de Melhor Intérprete de Bach e Melhor Intérprete Erudito no I Concurso Estadual de Piano do ES. É ovacionado pela plateia do “Recital dos Vencedores” no Programa “Música para Jovens”, no Teatro Carlos Gomes, em 20 de setembro daquele ano.
Aos dezessete anos, ganha bolsa de estudo para a Eastman School of Music em Nova Iorque, para onde se muda em 1982. Passados dois anos de estudos, retorna ao Brasil e é encaminhado pelo virtuose brasileiro Nelson Freire à professora Nise Obino, que se torna curadora de sua formação continuada nos anos seguintes. 
Em setembro de 1984, um importante recital no Rio de Janeiro marca sua volta ao Brasil. A excelência do concerto é noticiada, à época, por jornais (Jornal A Gazeta, Vitória, Coluna Hélio Dórea, 15 de setembro de 1984) e revistas (Revista “Fatos & Fotos", Rio de Janeiro, agosto de 1984). Nesse mesmo ano, passa no vestibular para estudar música, na capital carioca, e ganha uma bolsa de excelência acadêmica na Universidade Estácio de Sá, onde completa a graduação, em 1988. Em seguida, pelas mãos da empresária Sula Jaffé e estimulado pelo apoio da Fundação Ceciliano Abel de Almeida (UFES), faz uma turnê pelo Brasil.
Aos vinte anos, grava seu primeiro álbum na Polygram do Brasil, dirigido por Roberto Menescal, em um projeto inédito, com 50 peças progressivas para piano, de autoria do maestro Carlos Cruz, com o título “Brasil: Música na História". O lançamento do LP, em 1985, no Museu de Arte Moderna do RJ (MAM), obtém ampla repercussão na imprensa e expressivos elogios da crítica especializada. 
João Carlos Assis Brasil, renomado pianista, atesta sobre o artista: “Talento, seriedade, disciplina, são algumas das qualidades que aqui nos são reveladas por Manolo Cabral, jovem pianista, que acredito ser uma das maiores promessas do cenário pianístico brasileiro."
Arthur Moreira Lima, expoente da música erudita brasileira, afirma: “Ouvi Manolo pela primeira vez em 1979, quando ele tinha apenas quatorze anos, e logo passei a considerá-lo uma incrível vocação para o piano. Agora, decorridos seis anos, mostra-nos o jovem artista, com esta expressiva gravação da obra do compositor e maestro Carlos Cruz, que eu, positivamente, não me havia enganado a seu respeito. Estou cada vez mais convencido, por isso mesmo, de que o mundo musical muito ainda irá ouvir falar do nome de Manolo Cabral."
José Roberto Santos Neves, pesquisador musical e membro da Academia Espírito-santense de Letras, classifica: "Se há um disco de um compositor capixaba que merece o status de obra-prima, este é o LP 'Brasil: Música na História – 50 Peças Progressivas para Piano', do maestro Carlos Cruz, executado ao piano por Manolo Cabral e lançado em 1985(...)."
César Guerra Peixe, compositor brasileiro de música erudita, arranjador e estudioso da música brasileira, confirma: "É a primeira vez que aparece uma obra mais extensa, para piano, evocando os momentos principais da História do Brasil oficialmente estabelecida."  
Em 1987, aos 22 anos, integra o grupo de músicos convidados pelo violinista polonês Jerzy Milewski para participar do álbum “Villa-Lobos às Crianças”, uma obra em homenagem ao centenário de nascimento do compositor brasileiro, de fama internacional. Dedicado ao público infantil, o luxuoso álbum é baseado na obra “Clarinha na Ilha”, de Maria Clara Machado, adaptada por Hélio Bloch, com narração de Lucinha Lins e Cláudio Cavalcanti, apresentação de Rubem Braga e ilustrações de Ziraldo.
Em 1989, aos 24 anos, conclui com nota máxima o Mestrado em Piano Clássico, na Faculdade de Música do Rio de Janeiro, orientado pela professora Myriam Dauelsberg. Seu trabalho de final de curso sobre o antigo mestre Arnaldo Estrella mereceu Medalha de Honra.
Em 1990, aos 25 anos, muda-se para São Paulo, onde se diploma no Doutorado da Universidade Santa Marcelina.
Em 1992, aos 27 anos, passa em primeiro lugar em concurso da Faculdade de Música do ES e retorna à Vitória, onde assume a cadeira de Mestre em Música, contribuindo para a formação de centenas de jovens músicos nos anos seguintes. Em 1994, foi condecorado com a Comenda Jerônimo Monteiro, maior honraria que pode ser concedida pelo Poder Executivo do ES.
Em 1995, aos 30 anos, com habilidade culinária e visão empreendedora, funda o Studio C, um elegante buffet que reúne arte e gastronomia, espaço que vira referência de bom gosto para recepções e acontecimentos festivos capixabas.
A morte inesperada de Manolo Cabral, ocorrida no dia 17 de janeiro de 2006, aos 41 anos de idade, interrompe sua brilhante carreira. Manolo sofre uma parada cardíaca, dois dias depois de ser internado em um hospital de Vitória para fazer uma endoscopia.

Em 2011, o Parque Pianista Manolo Cabral é criado na Praia do Canto, bairro nobre da capital do ES, em homenagem ao prodigioso artista capixaba. Na justificativa da proposta, a Câmara Municipal de Vitória registra: “Manolo Cabral, iniciado no mundo da música aos seis anos de idade pela mãe, Sônia Cabral, tornou-se, em pouco tempo, o mais importante pianista nascido no Espírito Santo”, arrolando, em seguida, todas as premiações obtidas pelo mesmo em concursos nacionais. O projeto é aprovado por unanimidade e se transforma na Lei nº 8.404, em 21 de dezembro de 2012. No dia 29 de junho de 2013, conforme registrado na penúltima página da edição do jornal A Gazeta, o prefeito Luciano Rezende faz a entrega pública do logradouro, erguendo um busto do músico na praça central, em ato que contou com a presença de grande número de moradores.
1. 1 2  CRUZ, Carlos (1985). Brasil: Música na História – 50 Peças Progressivas para Piano. Rio de Janeiro: Vitale
2. 1 2  José Roberto Santos Neves. «Revista da Academia Espírito-santense de Letras» (PDF). Academia Espírito-santense de Letras. Revista da Academia Espírito-santense de Letras (Vol.24): 63. Consultado em 11 de dezembro de 2020